# River Conon (vattendrag i Storbritannien, lat 57,57, long -4,43)
River Conon är ett vattendrag i Storbritannien.   Det ligger i kommunen Highland och riksdelen Skottland, i den norra delen av landet, 700 km norr om huvudstaden London.